# 超級瑪利歐Advance
《超級瑪利歐Advance》是一款由任天堂開發並發行於Game Boy Advance平台的橫向捲軸平台遊戲，於2001年發售，為GBA平台的首發遊戲。該作為1988年NES遊戲《超級瑪利歐兄弟2》（紅白機版稱為《超級瑪利歐USA》）的重製版本，同時收錄強化版《马力欧兄弟》作為附加遊戲，是GBA平台「超級瑪利歐Advance系列」的首作。

## 遊戲內容

### 主遊戲
本作基於原歐美版《超級瑪利歐兄弟2》進行重製，保留其以拔除蔬菜攻擊敵人的核心玩法，並新增以下特色：
- 支援選擇瑪利歐、路易吉、碧姬公主與奇諾比奧四位角色，各具不同能力（如跳躍高度、奔跑速度等）。
- 圖像全面提升，並加入角色語音，由查爾斯·馬爾蒂內（Charles Martinet）配音。
- 新增儲存功能與部分隱藏關卡，提升掌機遊玩體驗。
- 首度在掌機平台上聽到經典角色語音。

### 附加遊戲：《瑪利歐兄弟》
遊戲內亦包含經典街機遊戲《瑪利歐兄弟》的強化版本：
- 支援最多四人連線對戰（需多台GBA與連線線纜）
- 音效、畫面與敵人配置皆經改良

## 發行與續作
本作為「超級瑪利歐Advance系列」的第一部作品，之後依序推出：
1. 《超級瑪利歐Advance 2》（對應《超級瑪利歐世界》）
2. 《超級瑪利歐Advance 3》（對應《超级马力欧 耀西岛》）
3. 《超級瑪利歐Advance 4》（對應《超級瑪利歐兄弟3》）

此系列使許多經典超級瑪利歐系列作品以高畫質與掌機便利性再次呈現，並吸引新玩家接觸早期作品。

## 評價與銷量
《超級瑪利歐Advance》發售後獲得整體正面評價：
- IGN：8.2／10
- GameSpot：7.8／10
- 《Fami通》：32／40

截至2006年，全球累計銷量超過550萬套，為GBA平台最暢銷遊戲之一。

## 外部連結
- 任天堂官方網站（存檔）
- MobyGames上的《超級瑪利歐Advance》